# Hysterocrates weileri
Hysterocrates weileri är en spindelart som beskrevs av Embrik Strand 1906. Hysterocrates weileri ingår i släktet Hysterocrates och familjen fågelspindlar.
Artens utbredningsområde är Kamerun. Inga underarter finns listade i Catalogue of Life.